# Лейтенант Шмідт (яхта)
«Лейтенант Шмідт» — крейсерська яхта, побудована в 1910 в Англії по проекту Альфреда Мілна (англ. Alfred Mylne).
До Жовтневого перевороту 1917 року яхта носила ім'я «Маяна» (англ. Mayana) і належала Фальц-Фейну, одеському власнику консервних заводів і маєтку, на території якого нині розташований заповідник «Асканія-Нова». Яхта дванадцять разів брала участь у всесвітніх перегонах, вісім разів займала перше місце, і двічі — друге.
Після жовтневого перевороту яхта отримала нове ім'я «Лейтенант Шмідт» на честь П. П. Шмідта.[джерело?]
Починаючи з весни 1923 на яхті займався вітрильним спортом майбутній засновник радянської космонавтики Сергій Корольов. У період Другої Світової війни окупаційна влада перегнала яхту в Румунію, після війни вона була повернута в СРСР.
В 1974 році яхта була піддана модернізації: модифікований корпус, встановлено грот- та бізань-щогли з полегшеного магній-алюмінієвого сплаву, були поновлені свинцевий фальшкіль вагою 7 тонн та дизельний двигун.
Яхта брала участь в зйомках фільму «Капітан „Пілігрима“». На запрошення музею П. П. Шмідта при севастопольській школі № 49 яхта здійснила перехід: Одеса — острів Березань.
В неділю 11 жовтня 1987 року яхта з гостями вийшла в море зустрічати вітрильник «Дружба». Під час нічного шторму яхта, екіпаж якої намагався причалити в найближчій водній станції в районі одеського пляжу «Відрада», розбилася об хвилеріз, в катастрофі загинули дві людини. Відновленню яхта не підлягала.

## Конструкція та технічні параметри
Озброєння після побудови — тендер, після модернізації 1974 яхта мала технічні параметри:
- Загальна площа вітрил: 360 м².
- Водотоннажність: 50 т,
- Довжина: 23,17 м,
- Ширина: 3,93 м,
- Осадка: 3,10 м.
- Озброєння: бермудський іол